# Masdevallia crescenticola
Masdevallia crescenticola är en orkidéart som beskrevs av Friedrich Carl Lehmann och Friedrich Fritz Wilhelm Ludwig Kraenzlin. Masdevallia crescenticola ingår i släktet Masdevallia och familjen orkidéer. Inga underarter finns listade i Catalogue of Life.